# 엘브루스 테데예우
엘브루스 소슬라노비치 테데예우(우크라이나어: Ельбру́с Сосла́нович Те́деєв, 1974년 12월 5일~)는 우크라이나의 레슬링 선수, 정치인이다. 1996년 하계 올림픽 자유형 페더급 동메달을 획득했고, 2004년 하계 올림픽에서 자유형 라이트급 금메달을 획득했다.